# 马吕斯定律

偏振光通過偏振片。
在此圖裡。

馬呂斯定律（Malus' law）表明，照射偏振光於偏振片，則透射光的輻照度{\displaystyle I}為:332-333
{\displaystyle I=I_{0}\cos ^{2}\theta _{i}}；
其中，如右圖所示，{\displaystyle I_{0}}是入射光的輻照度，{\displaystyle \theta _{i}=\theta _{1}-\theta _{0}}，是入射光的偏振方向與偏振片的傳輸軸之間的夾角。
馬呂斯定律是因法國工程師艾蒂安-路易·馬呂斯而命名。
非偏振光可以視為很多偏振方向不同的平面偏振光均勻混合而成。由於{\displaystyle \cos ^{2}\theta _{i}}的平均值為{\displaystyle 1/2}，透射係數為
{\displaystyle {\frac {I}{I_{0}}}={\frac {1}{2}}}。
在實際狀況，偏振片表面會反射部分入射光，偏振片本身也會吸收一些入射光，因此實際透射係數會低於這數值。
假設將一塊偏振片置放在另一塊偏振片之後，依照每個偏振片的相關功能，在前面最先接觸入射光線的第一塊偏振片稱為「起偏器」，在後面的第二塊偏振片稱為「檢偏器」，應用馬呂斯定律，起偏器與檢偏器各自的傳輸軸彼此之間的夾角 {\displaystyle \theta _{i}} 可以用來計算透射過的輻照度。假若兩個傳輸軸相互垂直，則稱這兩個偏振片為「正交偏振片」，例如，水平偏振片與垂直偏振片分別製成的水平偏振光與垂直偏振光相互正交，它們是兩塊正交偏振片。類似地，左旋圓偏振片與右旋圓偏振片也是兩塊正交偏振片。理論而言，對於兩塊正交偏振片，不會出現任何透射光束，但是，實際而言，透射率不會完全為零。假若，在兩塊正交偏振片之間，置放一塊透明物體，則任何偏振效應，例如雙折射效應，會造成透射率增高，偏振測量技術就是使用這效應來測量樣品的光學活性。
假設照射一線偏振光束於一偏振片，而偏振光的偏振方向垂直於偏振片的傳輸軸，就理論而言，理想狀態下，偏振光會被偏振片完全阻擋，但實際而言，阻擋並不完全，還是會有一些偏振光透射過偏振片。